# Fredrik av Hohenzollern-Sigmaringen
Fredrik av Hohenzollern-Sigmaringen (fullständigt tyskt namn: Friedrich Viktor Pius Alexander Leopold Karl Theodor Ferdinand), född den 30 augusti 1891 i Heiligendamm, död den 6 februari 1965 i Krauchenwies, var en tysk aristokrat, godsägare och officer. Han var från 1927 till 1965 huvudman för den detroniserade fursteätten Hohenzollern-Sigmaringen.

## Biografi
Fredrik var son till furst Wilhelm av Hohenzollern-Sigmaringen (1864–1927) och prinsessan Maria Theresia av Bourbon-Sicilien. Han studerade 1902–1910 vid Rheinische Ritterakademie i Bedburg, utnämndes 1907 till löjtnant "à la suite" och tjänstgjorde från 1911 vid 1:a gardesregementet till fot i Potsdam. Han deltog på olika krigsskådeplatser under första världskriget, mot dess slut som befälhavare för en bataljon bergsjägare. Fredrik kom till följd härav senare att engagera sig i olika organisationer för krigsveteraner, bland annat Semper Talis Bund.
Efter kriget studerade Fredrik skogsbruk och nationalekonomi vid universitetet i Freiburg och förvaltade fram till 1927 godset Umkirch, vilket han ärvt efter sin släkting Carol I av Rumänien. Efter faderns död detta år övertog furst Fredrik den samlade förvaltningen av de furstliga lantegendomarna, vilka i och med utgången av andra världskriget dock reducerades med två tredjedelar. Under världskrigets slut blev Fredrik och hans familj tvångsförflyttade från slottet Sigmaringen och i stället internerade på slottet Wilfingen av Gestapo. Anledningen var att slottet Sigmaringen skulle användas som residens för den flyende franska Vichyregimen.
Furst Fredrik var engagerad i ett flertal ideella verksamheter, främst kyrkliga och kulturella. Slottet Sigmaringen lät han i ökad grad öppna för allmänheten och utökade och omgestaltade de olika furstliga samlingarna häri. Han utsågs till hedersmedborgare i bland annat Sigmaringen och Hechingen samt till hederssenator vid universitetet i Freiburg.

## Familj
Fredrik av Hohenzollern-Sigmaringen gifte sig den 2 juni 1920 på slottet Sibyllenort med prinsessan Margarete av Sachsen (1900–1962), dotter till kung Fredrik August III av Sachsen. Paret fick fyra söner och tre döttrar:
- Benedikta Maria (1921–2011); gift 1942 med Heinrich von Waldburg zu Wolfegg und Waldsee (1911–1972)
- Maria Adelgunde (1921–2006); gift första gången 1942–1948 med Konstantin av Bayern (1920–1969), andra gången 1950–1962 med Werner Hess (1907– ) och tredje gången 1973 med Hans Huber (1909–2007)
- Maria Theresia (1922–2004)
- Friedrich Wilhelm av Hohenzollern-Sigmaringen (1924–2010); gift 1951 med Margarita av Leiningen (1932–1996)
- Franz Josef (1926–1996); gift första gången 1950–1951 med Maria Ferdinande von Thurn und Taxis (1926– ) och andra gången 1955–1961 med Diane Marguerite av Bourbon-Parma (1932– )
- Johann Georg (1932–2016); gift 1961 med prinsessan Birgitta av Sverige (1937–2024)
- Ferfried (1943–  ); gift första gången 1968–1973 med Angela von Morgen (1942– ), andra gången 1977–1987 med Eliane Etter (1947– ) och tredje gången 1999–2007 med Maja Meinert (1971– )